# Girolamo Ghilini
Pour les articles homonymes, voir Ghilini.
Girolamo Ghilini (né le 19 mai 1589 à Monza , dans l'actuelle région Lombardie, alors dans le duché de Milan et mort le 12 décembre 1668 à Alexandrie, dans l'actuelle région Piémont, alors également dans le duché de Milan) est un prêtre et historien italien du XVIIe siècle.

## Biographie
Girolamo Ghilini est nait le 19 mai 1589 à Monza. Troisième fils du patricien alexandrin Gian Giacomo Ghilini (III), seigneur de Movarone, et de Vittoria Omati, il complète ses premières études en « lettres humaines, rhétorique et philosophie » à Milan au collège jésuite de Brera. Il déménage ensuite à Parme pour entreprendre des études de droit qu'il n'a pas pu terminer en raison d'une maladie grave. La mort de son père en 1612 entraîne le retour de Girolamo à Alexandrie pour s'occuper de l'entreprise familiale.
Le 16 juin 1614, il épouse l'Alexandrine Giacinta Bagliani et, en 1615, il devient décurion d'Alexandrie. Veuf prématurément, sa femme Giacinta étant morte le 19 novembre 1630, il embrasse l'état ecclésiastique le 25 décembre de la même année. Il célèbre sa première messe le 17 juin 1631 et reprend ses études, obtenant un doctorat en droit canonique et en théologie.
Il est nommé abbé de l'abbaye de San Giacomo di Cantalupo du diocèse de Boiano, bien qu'il ne se soit probablement jamais installé, choisissant un remplaçant et continuant à bénéficier d'une partie des revenus. Au cours de ces années, il devient également protonotaire apostolique.
Plus tard, il s'installe à Milan où, en 1637, il est élu chanoine, avec un doctorat prébende, de la collégiale de la basilique de Sant'Ambrogio par l'archevêque de Milan, Cesare Monti. À la fin des cinq premières années, Ghilini renonce à son poste et se retire définitivement à Alexandrie.
Malgré ses devoirs et ses engagements, il n'a jamais abandonné ses études favorites en science et en littérature. Il publie de nombreux ouvrages, dont beaucoup sont peu approfondis et peu intéressants. Si la postérité n'accorde pas une grande importance à son œuvre, elle lui vaut dans la vie l'honneur d'être admis à l'Incogniti et à l'Immobili (it).
Bien que ses dernières années soient très peu connues, on sait que Ghilini a continué à mener une vie de retraité aux côtés de son fils Giovanni Battista. La rédaction définitive de ses autres œuvres et essais littéraires remonte à ces années.
Girolamo Ghilini meurt à Alexandrie le 12 décembre 1668. Il est enterré à Alexandrie dans l'église de ses ancêtres, San Bernardino.

## Travaux
De nombreux écrits de Ghilini sont restés inédits, mais il convient de noter :   
- Teatro d'huomini letterati, Giovanni Battista Cerri e Carlo Ferrandi, 1633 (lire en ligne)
- Practicabiles casum coscientiæ resolutiones, 1636
- Annali di Alessandria, Gioseffo Marelli, 1666 (lire en ligne)
- Ristretto della civile, politica, statistica e militare scienza, 1666/1668

## Descendance
Sept enfants sont nés de son mariage avec Giacinta Bagliani :  
- Bianca (1616 - 1640), morte célibataire sans progéniture.
- Vittoria (1618 - 1665), nonne sous le nom de Chiara Giacinta.
- Julia (1620 -?), nonne sous le nom de Bianca Gerolama.
- Francesco Ottaviano (1622 - 1640), homme d'armes, défini comme « le brave », il meurt sans descendance pendant le grand siège de Turin.
- Giovanni Giacomo (1625 - après 1669), homme d'armes, il devint sergent-major d'un tiers de l'infanterie italienne au service de l'Espagne. Il est mort sans progéniture.
- Jean-Baptiste (1626 - 1683). Il a donné naissance à une branche de la famille Ghilini, les comtes de Pavone. Il acheta, en 1676, le fief de Pavone dont il fut investi comme seigneur le 30 avril de la même année, et comme comte le 6 mai 1681. Il a eu six enfants, dont un seul est mort en bas âge. La branche s'est éteinte avec sa fille Giacinta Teresa (1671 - 1742) qui a testé le comté pour son neveu Lodovico III Guasco-Gallarati, marquis de Solero.
- Lucrèce (1628 - 1629)